# Heliococcus bambusae
Heliococcus bambusae är en insektsart som först beskrevs av Takahashi 1930.  Heliococcus bambusae ingår i släktet Heliococcus och familjen ullsköldlöss. Inga underarter finns listade i Catalogue of Life.